# Lijst van de brochures en organen van de Arbeiders Jeugd Centrale (1922-1940)

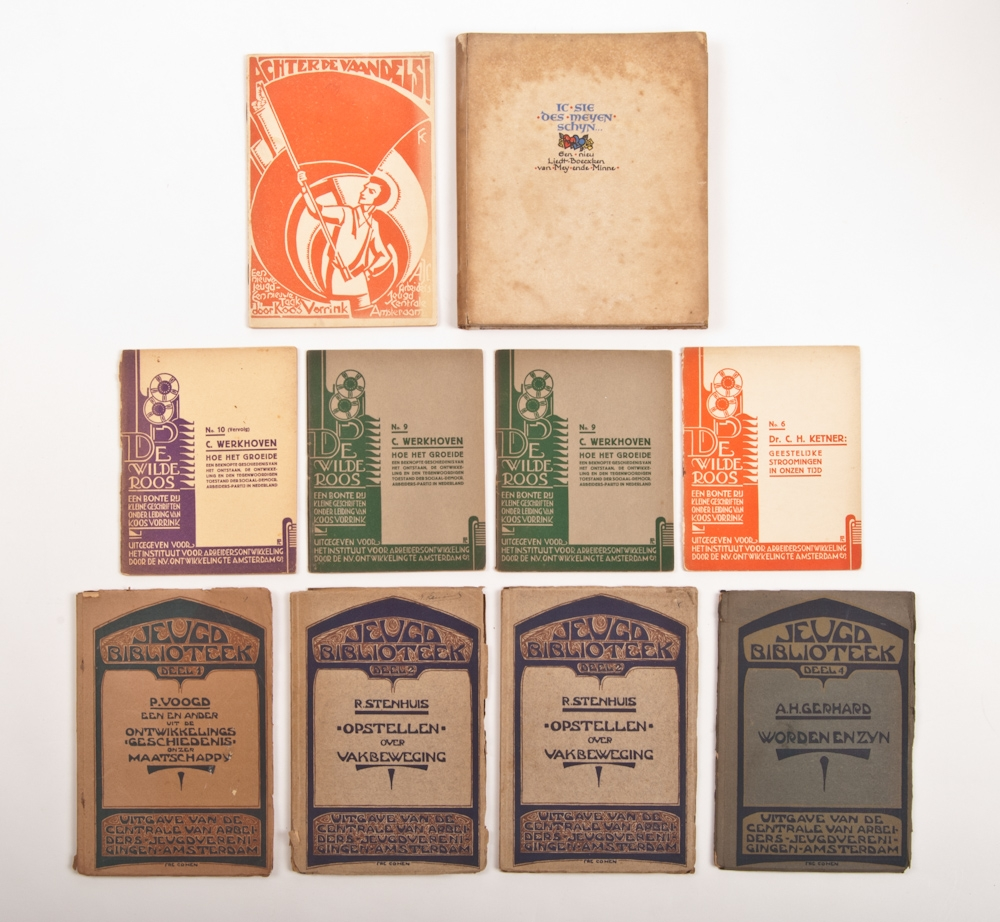
Enige ontwerpen van Fré Cohen

Lijst van brochures en organen van de Arbeiders Jeugd Centrale uit de periode 1922-1940 (niet volledig).
De grafische kunstenares Fré Cohen (FC) tekende voor de meeste van onderstaande brochures het omslag en de koptitels van de organen. Deze koptitels hebben een zeer eigen stijl van belettering, het werd het Fré Cohen-alfabet genoemd. Het vakkundige aspect van haar werk sloot goed aan bij het taalgebruik van Koos Vorrink die een flink aantal brochures schreef. Alleen met het oog hierop mag men niet vergeten dat het de jaren twintig zijn: ook de Jugendstil-invloeden en de verwantschap met de lijnen en balken van De Stijl en met de architectuur van de Amsterdamse School laten zien dat haar werk, meer decoratief dan functioneel, sterk tijdsgebonden is.

## Lijst
- Orgaan: Het Jonge Volk. Vanaf 1921 diverse jaren (FC)
- Orgaan: De Wiekslag (Het blad van de Rode Valken) diverse jaren (FC)
- Orgaan: De Meidoorn. diverse jaren (FC)
- Orgaan: De Kern, leidersblad. diverse jaren (FC)
- Orgaan: De Pijl, leidersblad De Rode Valken. diverse jaren (FC)
- Orgaan: De Trekvogel. diverse jaren (FC)
- Orgaan: Opgang. diverse jaren (FC)
- Orgaan: De Kampkrant later de Kampgids diverse jaren (FC)
- Orgaan: Het Signaal. diverse jaren (FC)
- Herman Molendijk: Waarom jij niet?, wervingsfolder AJC z.j.
- Jonge Vreugde, tochtliederen z.j.
- Het zonlicht  tegemoet, want waar de mensen samen zingen sluit de liefde hen aaneen z.j.
- Jan Willem Jacobs: Roode bloesem uit zwarte struiken. z.j.
- At van Elk: Speel mee, twaalf spelen voor Rode Valken. z.j.
- Aan de Arbeidersjeugd van Nederland. Omslag Albert Hahn sr. uitgave van de Centrale van Arbeidersjeugdvereenigingen (latere AJC) 1921
- Mien Lansen: Aan alle jonge, vrolike meisjes. Uitgave van de Centrale van Arbeidersjeugdverenigingen (latere AJC) 1922 (FC)
- J.H. Schaper: Het Groote leven in. 1922 (FC)
- A.M. de Jong (inleiding): Bloemlezing van revolutionaire poëzie. 1923 (FC)
- Koos Vorrink: Stormtij: Drie drukken vanaf 1923 (FC)
- R. Stenhuis: Opstellen over vakbeweging. Uitgave van de Centrale van Arbeiders-Jeugdverenigingen (latere AJC) in de serie Jeugdbibliotheek deel 2. 1923 (FC)

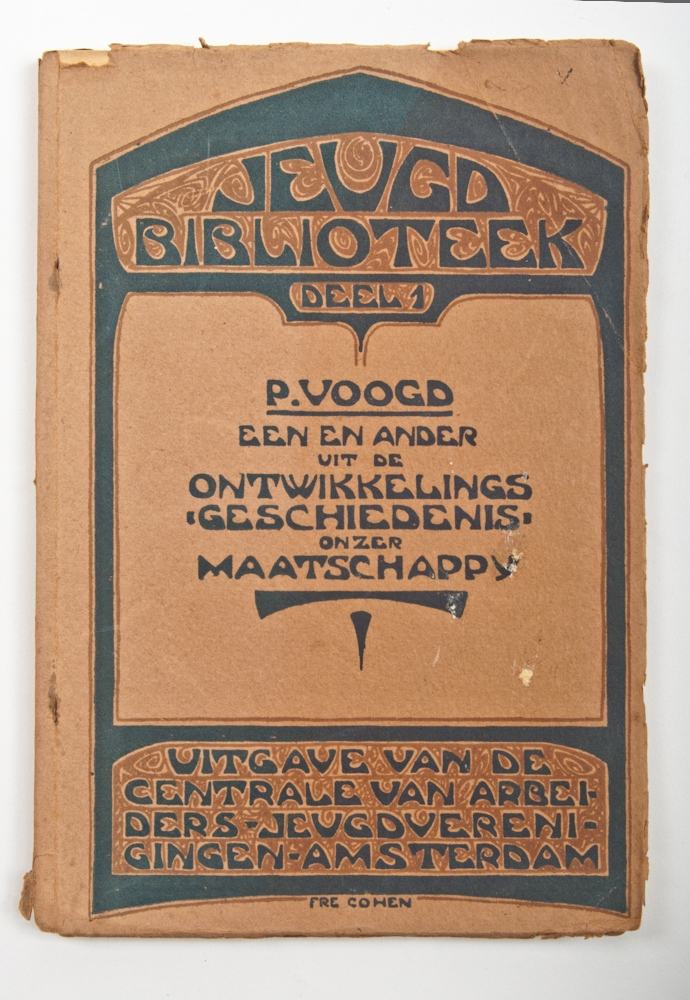

- P. Voogd: Een en ander uit de ontwikkelingsgeschiedenis onzer maatschappij. 1923 (FC)
- Marie W. Vos: Het lachzaad, jeugdspel. 1923 en 1926 (FC)
- S. Bonn: Ontwaking en de gelofte. Verbeeldingsspelen. 1924 (FC)
- Marie W. Vos: De Wonderviool, vrolijk spel in drie bedrijven. 1924 (FC)
- Herman Molendijk: Onze Spelen. 1924 (FC)
- Mien van der Heide: Aan de jonge werksters! 1924 (FC)
- Marie W. Vos: Goudvreugde's Ontwaken. Verbeeldingsspel in zes bedrijven. 1924 (FC)
- Bruno Schönlank: De Moloch. Spreekkoor. 1924 (FC)
- A.H. Gerhard: Worden en zijn. Uitgave van de Centrale van Arbeiders-Jeugdverenigingen (later de AJC) in de serie Jeugbibliotheek deel 4. 1924 (FC)
- Herman Molendijk: Het A.J.C. leven in woord en beeld. 1924
- Koos Vorrink: De komende nieuwe kultuur. 1925 (FC)
- Henk van Laar: Afstamming en ontwikkeling. Uitgave van de Centrale van Arbeiders-Jeugdverenigingen (later de AJC) in de serie Jeugbibliotheek deel 5. 1925 (FC)
- Op de kentering der tijden. Vijf opstellen van Viktor Engelhardt, Adolf Behne, Julius Blasche, Fritz Jöde en E.R. Muller, met een inleiding van Koos Vorrink. 1925 (FC)
- Schoonheid uit alle tijden. Map met tien reproducties van schilderijen, tekeningen en beeldhouwwerken. 1925
- Klaas Toornstra: Het lichtend verschiet. Een bonte rij van beelden die u tonen wat het zomerleven brengen kan. 1925 (FC)
- Koos Vorrink: Achter de Vaandels. 1925 (FC)
- Marie W. Vos: Met heel ons hart, gedichten. 1926
- Vincent van Gogh door W. Jos de Gruyter. Uitgave van de AJC ter gelegenheid van het 'Internationaal Socialisties Jeugdfeest' 1926 (FC)
- Hans Sachs: De student reist naar het paradijs. 1926 (FC)
- Het AJC-leven in woord en beeld. 1926 (FC)
- Käthe Kollwitz door W. Jos. de Gruyter. 1926 (FC)
- Rodin door W. Jos. de Gruyter. 1926 (FC)

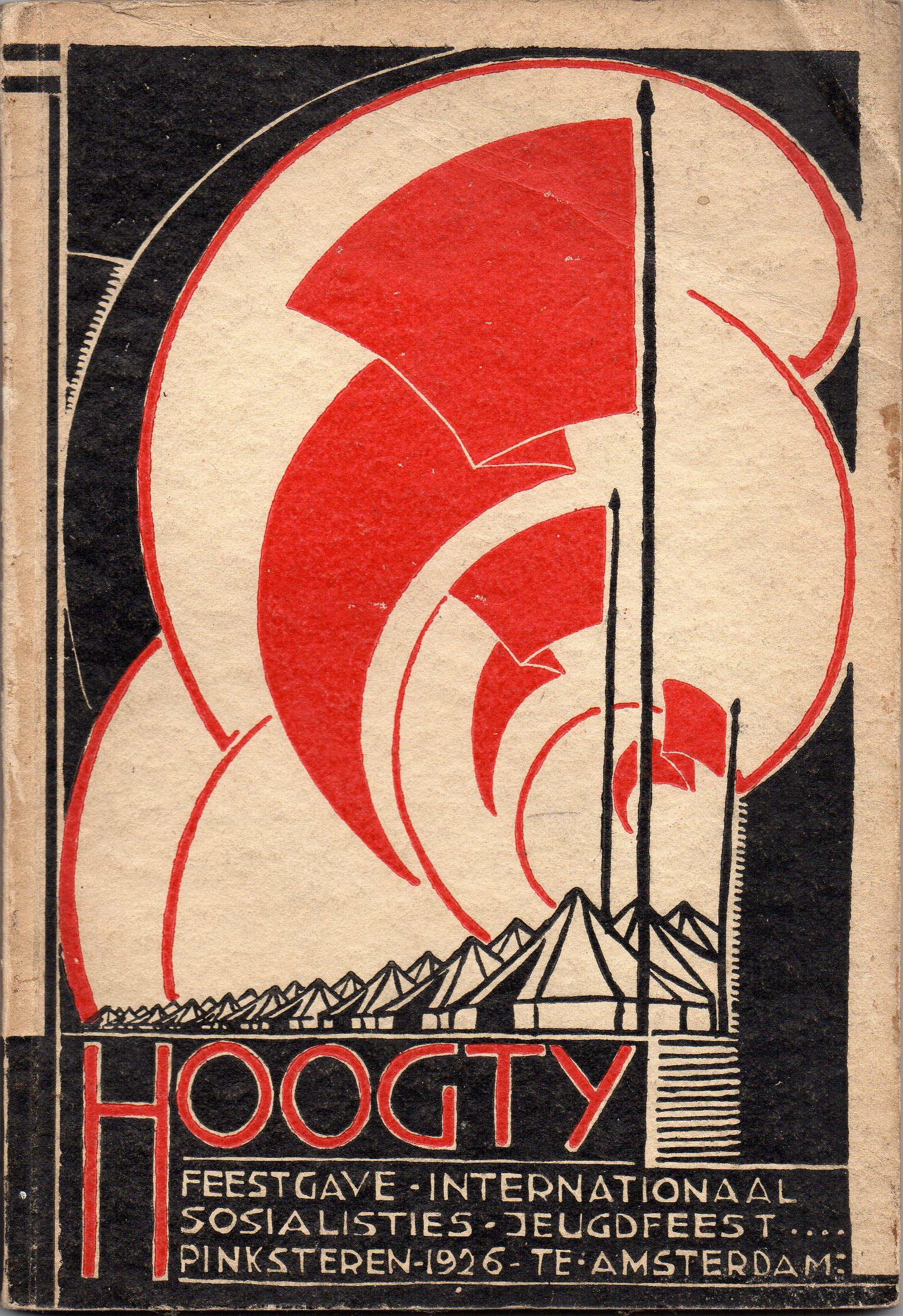

- Hoogtij. Feestgave Internationaal Sosialisties Jeugdfeest Pinksteren 1926. 1926 (FC)
- Bruno Schönlank: Aan de aarde, spreekkoor. 1927 (FC)
- Genotuleerd door Mr. Punch: Zes dwaze dagen. 1927 (FC)
- Piet Tiggers: De Merel, jeugd- en volksliederen, 1927 (FC)
- Pau Hell Wijman: Weven op Karton ,1927
- Jan Willem Jacobs: Licht, spreekkoor. 1927 (FC)
- Piet Tiggers: De Lijster. Jeugd- en volksliederen, met aanwijzingen voor luit- of gitaarbegeleiding. 1928 (FC)
- Marie W.Vos: Reikt de Handen! 1 mei koor. 1928 (FC)
- Hans Wispel: Jonge vreugde, tochtliederen. 1928 (FC)
- P. Voogd: Fakkelloop. 1928 (FC)
- Piet Schumacher: Het raderwerk van de AJC. 1928 (FC)
- Ons Pinksterfeest door Funke Küpper 1928
- Hendrik de Man: Het Sosialisme als kultuurbeweging. 1928 (FC)
- Line Tiggers-Hoven: De Bonte Rei. Volksdansen 1929
- Hans Sachs: De paardendief van Driehuis en de dwaze, diefachtige boeren. Vastenavondklucht van vier personen. Hollandse bewerking van Marie W. Vos. 1929 (FC)
- Koos Vorrink: Doel en wezen van de Arbeiders jeugdbeweging. 1929 (FC)
- Garmt Stuiveling: Mens wees vrij, spreekkoor. 1929 (FC)
- Garmt Stuiveling: De dag breekt aan, spreekkoor. 1929 (FC)
- Jan Willem Jacobs: De Herkenning, spreekkoor. 1929 (FC)
- Levenskracht. Een verzameling gymnastiekoefeningen bijeengebracht door Herman van Haselen. 1930 (FC)
- Koos Vorrink: Naar betere tijden! 1930 (FC)

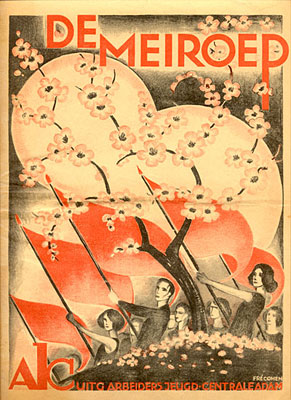
De Meiroep, 1931

- De Meiroep, 1931 (gelegenheidsuitgave; FC)
- Hans Sachs: De Duivel en het oude Wijf. 1931 (FC)
- Piet Tiggers: De Wielewaal, 1931
- Marie W. Vos: De Zeeslang. Toneelstukje. 1931 (FC)
- Jo van de Walle: Wat doe jij kameraad?, spreekkoor. 1931 (FC)
- De Rode Nederzetting. 1931
- Koos Vorrink: Voor vrede en vrijheid. Een drietal opstellen 1932 (FC)
- Koos Vorrink: De Rode jeugd van Europa. 1932
- Line Tiggers: De Pinkster-blom, Een verzameling dansen zoals ze in de AJC gedanst en gezongen worden (met prenten van Wim Oepts) 1932
- Margot Vos: De oordeelsdag. 1932
- Piet Tiggers: Vrolik zingen wij, Mars- en strijdliederen etc., 1932
- De Rode Valkenwet en haar toelichting. 1932 (FC)
- Klaas Toornstra: Daarom juist lid worden van de AJC. 1933 (FC)
- Koos Vorrink: Om de vrije mens der nieuwe gemeenschap. 1933

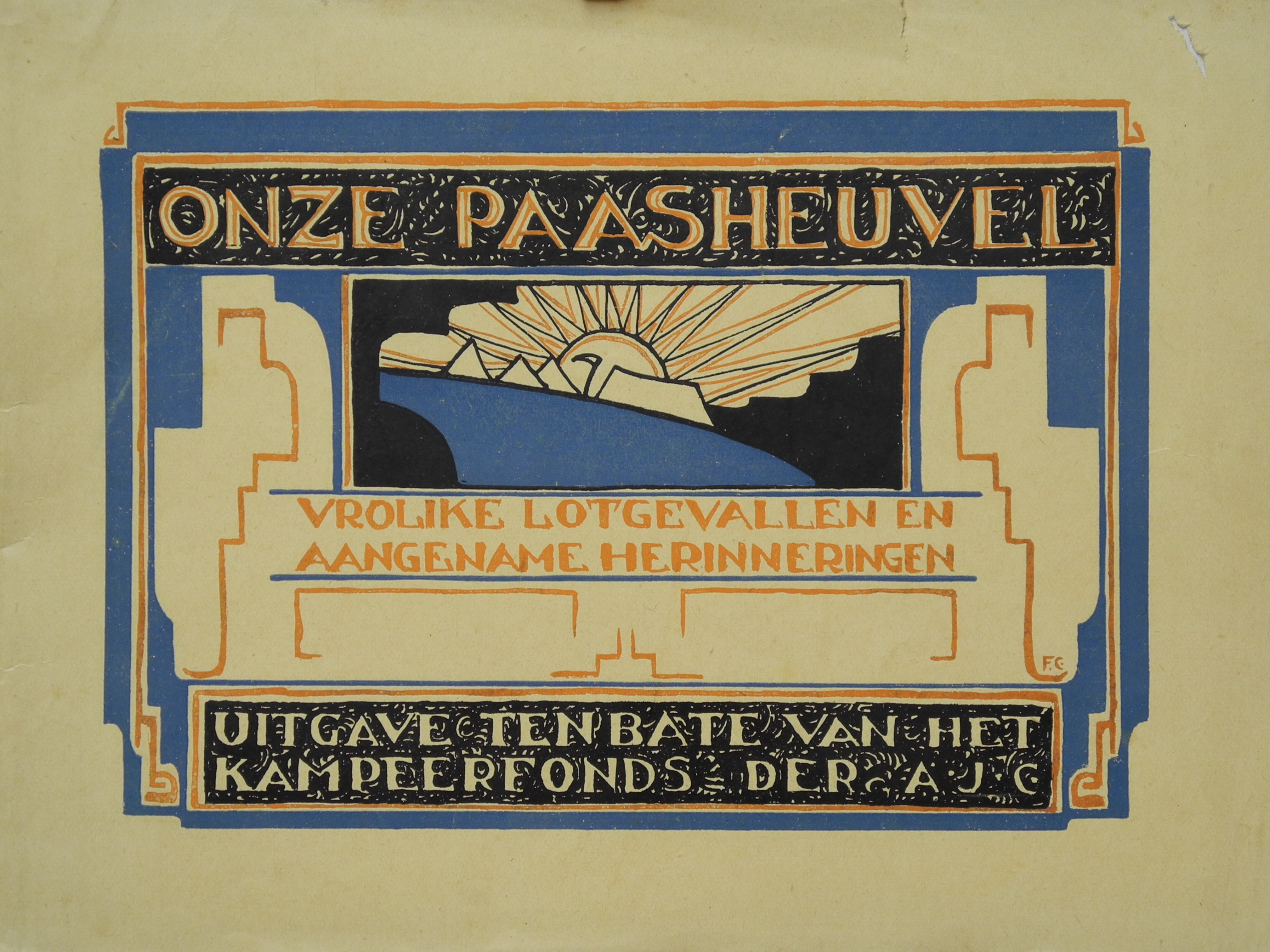

- Koos Vorrink en Fré Cohen: Onze Paasheuvel, vrolike lotgevallen en aangename herinneringen. 1933 (FC)
- Martin Gleisner: Dans voor Allen. 1934 (FC)
- Onze Rode Valken Machinerie 1935
- Ben Groeneveld: Lekenspel. 1935 (FC)
- Statuten en het huishoudelijk reglement van de AJC. 1934 – 1936
- Koos Vorrink: afscheidsrede met fotomontage 'Het vuur, dat niet wordt uitgeblust': op het Pinksterfeest 1934. 1934 (FC)
- Winterdeugd, het Winterwerk 1933-1934 van de AJC. Afdeling Amsterdam. 1934
- Het Winterwerk der AJC en de Prijscourant der N.V. Verkoopcentrale De Brug 1934-1935
- Werk voor de werkloze jeugd. 5de rapport der Arbeiders Jeugd-centrale inzake bemoeiingen en ervaringen, benevens nieuwe plannen. 1935 (FC)
- M. van der Goes van Naters: Worsteling der vrijheid. 1935 (FC)
- Kampmorgenzang, een bundel Rode Valken Liederen, 1936 (omslag Ger Sligte)
- Altijd vrolijk, een bundel Trekvogelliedjes, 1937 (omslag Ger Sligte)
- Flip Barmes: 15 jaar zon en vrijheid 1922-1937 : overzicht in woord en beeld van het kampwerk der AJC en de stichting 'Voor Zon en Vrijheid. met tekeningen van Fré Cohen. 1937
- Joost van den Vondel: Adam in ballingschap. 1937 (FC)
- Jan Peters: Arbeidersjeugd, sluit de gelederen! Een pleidooi voor het jeugdprogram. 1937 (FC)
- Henk van Dijk en Jo Boetje: 20 jaar AJC in vogelvlucht 1918-1838. 1938 (FC)
- Nora Meilof-Witte, Vrolijk springen wij, z.j.